# فابيانو إيفالدو
فابيانو إيفالدو (بالبرتغالية: Evaldo dos Santos Fabiano‏) (18 مارس 1982 في البرازيل - ) هو لاعب كرة قدم برازيلي في مركز الدفاع. لعب مع أتلتيكو باراناينسي وديبورتيفو لاكورونيا وسبورتينغ براغا وسبورتينغ لشبونة وموريرينسي ونادي بورتو ونادي جل فيسنتي ونادي ماريتيمو وDemocrata Futebol Clube ‏ وC.S. Marítimo B ‏ وFC Porto B ‏.

## وصلات خارجية
- فابيانو إيفالدو على موقع الاتحاد الأوربي (الإنجليزية)
- فابيانو إيفالدو على موقع Soccerbase.com (لاعب) (الإنجليزية)
- فابيانو إيفالدو على موقع Soccerway.com (الإنجليزية)